# Carreiras
Carreiras is een plaats (freguesia) in de Portugese gemeente Portalegre en telt 674 inwoners (2001).